# Distrito de Tulcea
Tulcea  es un distrito (judeţ) del sureste de Rumanía, al norte de la región histórica de Dobruja. La ciudad capital es Tulcea.

## Historia
La presencia humana en la Tulcea județ está atestiguada desde el Neolítico. La región estuvo habitada en la antigüedad por las tribus dácicas o getas, que formaban parte del grupo tracio. Los navegantes griegos descubrieron el país hacia finales del siglo VI a. C., Heródoto lo describe con gran detalle: en aquella época, los limanes (Iancina/Rasim o Razelm, Galazu o Golovița, Fidilimanu o Zmeica y Albastru o Sinoe) eran todavía sólo golfos (Argamos, Halmyris, Histrios) donde los jonios abrían puestos comerciales que comerciaban con los getes, tracios y escitas locales. Estos puestos comerciales formaron una confederación y buscaron alianzas para escapar del control persa y luego macedonio. Se aliaron así con el Reino del Ponto de Mitrídates. En aquella época, el clima era más mediterráneo que en la actualidad, ya que los Histriotes tenían bosques de pinos marítimos, que hoy ya no crecen. La actual Județ de Tulcea estuvo durante un breve periodo de tiempo bajo el control del reino dacio (véase Dacia) en el siglo I a. C. Más tarde pasó a formar parte del Imperio Romano, donde constituyó el límite norte de la provincia romana de Mesia (más tarde Escitia Menor) durante siete siglos (contando el Imperio Romano de Oriente, que no se derrumbó). Durante este periodo, la población se latinizó y helenizó. Los romanos construyeron ciudades como Noviodunum o ampliaron puertos griegos como Egyssos (actual Tulcea).
Durante las invasiones "bárbaras", la actual județ de Tulcea pasó sucesivamente bajo el control de los eslavos y los búlgaros en el siglo VI, luego de los rusos y los pechenegos de habla turca en el siglo IX, pero las ciudades griegas de los limanes (Argamos, Halmyris) y las desembocaduras del Danubio, protegidas por la flota imperial, permanecieron bajo el control del Imperio Romano de Oriente (o Imperio Bizantino). El macizo de Măcin y el delta del Danubio se convirtieron en un refugio para las poblaciones de habla helénica y latina de los alrededores, que formaron el pueblo dicio cuya capital era Vicina6. Como hay ruinas de este periodo bajo varias ciudades actuales, entre ellas Tulcea (la antigua Aegyssos) e Isaccea, no se sabe cuál de estas ciudades era Vicina.

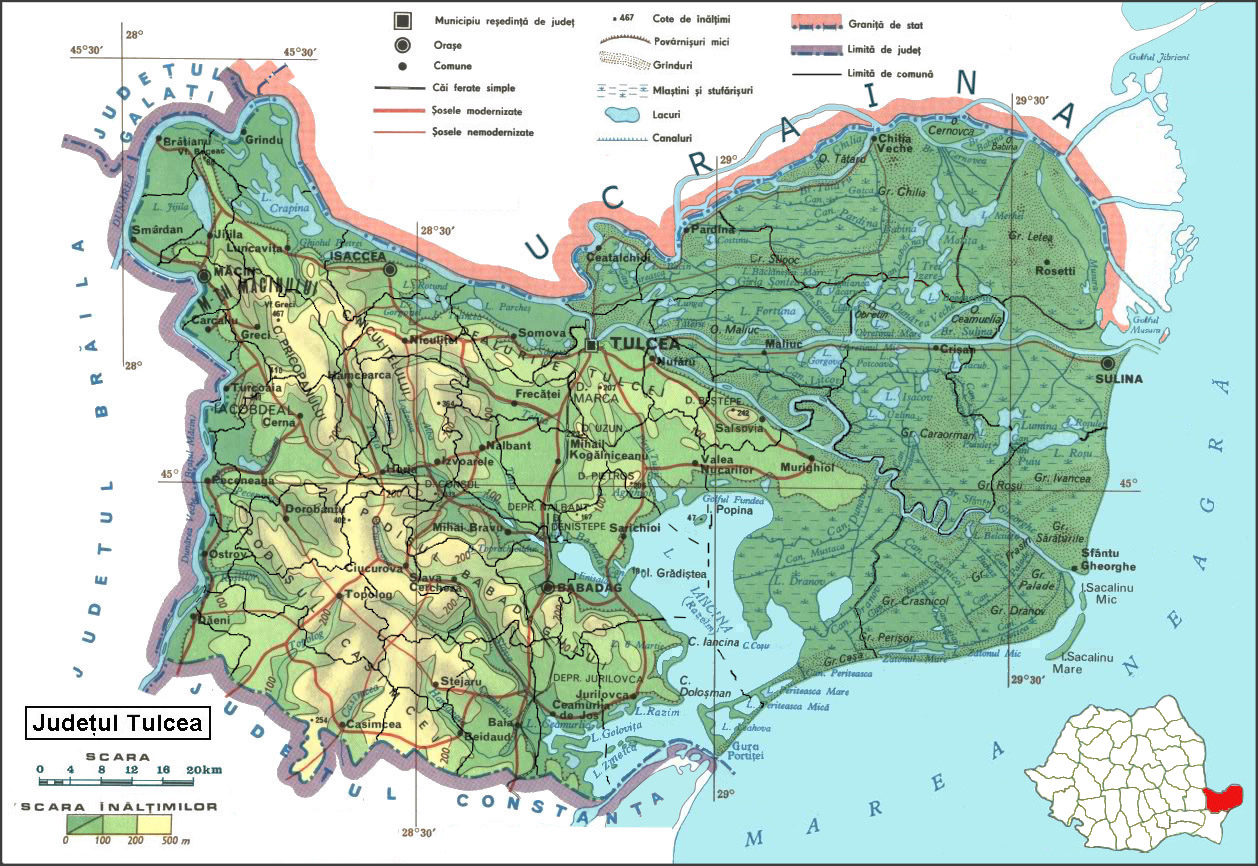
El distrito de Tulcea.

Formando parte del Primer Estado Búlgaro desde 681 hasta 919, la actual Județ de Tulcea volvió a ser gobernada por los romanos (bizantinos) desde 920 hasta 1186, y luego pasó a formar parte del Segundo Reino Búlgaro, entonces llamado Regnum Bulgarorum et Valachorum, fundado a caballo entre el bajo Danubio por los reyes de la dinastía Vlach Assen. En 1205, el papa Inocencio III, en una correspondencia con el rey Caloian (Kaloyan, rey de los búlgaros) (1197-1207), lo describió como rex Bulgarorum et Blachorum (rey de los búlgaros y de los valacos), ya que estas dos etnias, así como los coumanes, se mezclaban en la cuenca del Bajo Danubio. Entre 1224 y 1352, el poder de los tártaros de la Horda de Oro se impuso, luego declinó, y apareció un déspota búlgaro-griego-romano en la actual județ de Tulcea, gobernado por el príncipe Demetrios, con capital en Vicina. Amenazado por los tártaros al norte y los turcos al sur, Demetrios se puso bajo la protección de Valaquia; Jacinto, obispo de Vicina, se convirtió en el primer metropolitano de Valaquia.
Entre los siglos XI y XIV, los mercaderes italianos de Génova establecieron puestos comerciales en la región: Caladda (hoy Galați), Licostomo (hoy Periprava, cerca de Chilia Veche) y Eraclea (hoy arruinada, cerca de Babadag)7. Mircea el Viejo, voivoda de Valaquia, los expulsó de la actual Județ de Tulcea, pero finalmente Valaquia fue expulsada en el siglo XV por el Imperio Otomano, que mantuvo el control del país durante más de cuatro siglos, hasta 1878, cuando se incorporó a Rumanía. Durante el periodo otomano, la actual Tulcea Județ estaba bajo la jurisdicción del pashalik de Silistra (Özi Eyaleti, una provincia turca), mientras que sus habitantes cristianos estaban bajo la jurisdicción del exarcado de Prolavon, que tenía su sede en Brăila y comprendía los territorios otomanos de mayoría cristiana entre Varna y el liman del río Dniestr.
La județ de Tulcea se formó cuando Dobrogea8 se unió a Rumanía en 1878. De 1916 a 1918 estuvo bajo ocupación búlgara, ya que Rumanía era entonces aliada de Francia y Gran Bretaña, mientras que Bulgaria, que también reclamaba Dobrogea, se había unido a las potencias centrales (Alemania, Austria-Hungría, Imperio Otomano). La județ de Tulcea fue una subdivisión administrativa del Principado de Rumanía de 1878 a 1881, del Reino de Rumanía de 1881 a 1948, y luego de la República "Popular" rumana de 1949 a 1952. Entre 1952 y 1975 las județas dejaron de existir, ya que el régimen comunista las sustituyó por regiones más amplias. En 1975, la județa fue restablecida por la República Socialista de Rumanía (1968 a 1989), y desde 1990 es una subdivisión territorial de Rumanía.
Como toda Rumanía, el territorio de la județa de Tulcea sufrió regímenes dictatoriales carlistas, fascistas y comunistas desde febrero de 1938 hasta diciembre de 1989, pero desde 1990 ha vuelto a ser democrático. Entre 1395 y 1422, cuando su territorio pertenecía al principado de Valaquia, era gobernado por un jude (a la vez prefecto y juez supremo)9 designado por los hospodaros de Valaquia, luego, bajo el reino rumano, por un prefecto elegido por el primer ministro y nombrado por el rey hasta 1947, entonces, durante la dictadura comunista, por el secretario general de la sección local del Partido Comunista Rumano, elegido por el Comité Central, y finalmente, desde 1990, de nuevo por un prefecto asistido por un presidente del consejo de la județean elegido por los concejales, elegidos a su vez por los votantes.
En 1948, cuando la Rumanía comunista y la URSS eran aliadas, esta última le arrebató a la Tulcea județ seis islas (las dos Daleru, Coasta-dracului, Maican, Limba a lo largo de los brazos Chilia y Serpents y el Mar Negro) que Ucrania heredó en 1991 y que Rumanía reclamó en vano de 1990 a 1997.

## Geografía
El condado tiene una superficie total de 8.484 kilómetros cuadrados.
El rasgo más significativo del condado de Tulcea es el Delta del Danubio, que ocupa aproximadamente 1/3 de toda la superficie y está situado en el lado noreste del condado. El Delta tiene tres ramas principales: la rama Sulina (la única navegable por grandes barcos) en el centro, la rama Chilia en el norte (la frontera con Ucrania) y la rama Sfântu Gheorghe (San Jorge) en el sur.
En el sureste del condado hay dos lagunas: El lago Razelm y el lago Sinoe. En el delta del Danubio y en el sur -en la zona comprendida entre el canal Sfântu Gheorghe y el lago Razelm- hay innumerables canales y pequeños lagos. Toda la zona está incluida en la lista del Patrimonio Mundial y de las Reservas de la Biosfera de la UNESCO.
El río Danubio rodea la comarca por el oeste y el norte. En el oeste, está el brazo Măcin, que fluye por el lado este de la isla del Gran Brăila. Desde Smârdan (en el lado opuesto a Brăila) hasta Pătlăgeanca (cerca de Tulcea), el Danubio tiene un solo gran caudal de agua, alrededor del cual hay un inmenso número de lagos y pequeños canales.
En el centro de la comarca se encuentra la meseta de Casincea y los montes Măcin, restos de una cordillera prehistórica (de más de 400 millones de años), cuya mayor altitud es de unos 400 m.

### Fronteras
- Distrito de Brăila al oeste.
- Distrito de Constanţa al este y sur.

### Demografía
En 2002, el condado de Tulcea contaba con 256 492 habitantes, lo que supone una densidad de población de 30 habitantes por km². De ellos, 230 843 eran rumanos, 16 350 lipovianos, 3334 turcos, 2272 gitanos, 1680 griegos, 179 tártaros, 135 húngaros, 134 italianos, 83 alemanes de Dobruja, 61 búlgaros y otros.
En 2011, se registraron 213 083 habitantes en el condado de Tulcea; la densidad de población era, por tanto, de 25 habitantes por km²

## Divisiones administrativas
El distrito tiene una ciudad con estatus de municipiu, 4 ciudades con estatus de oraș y 46 comunas.

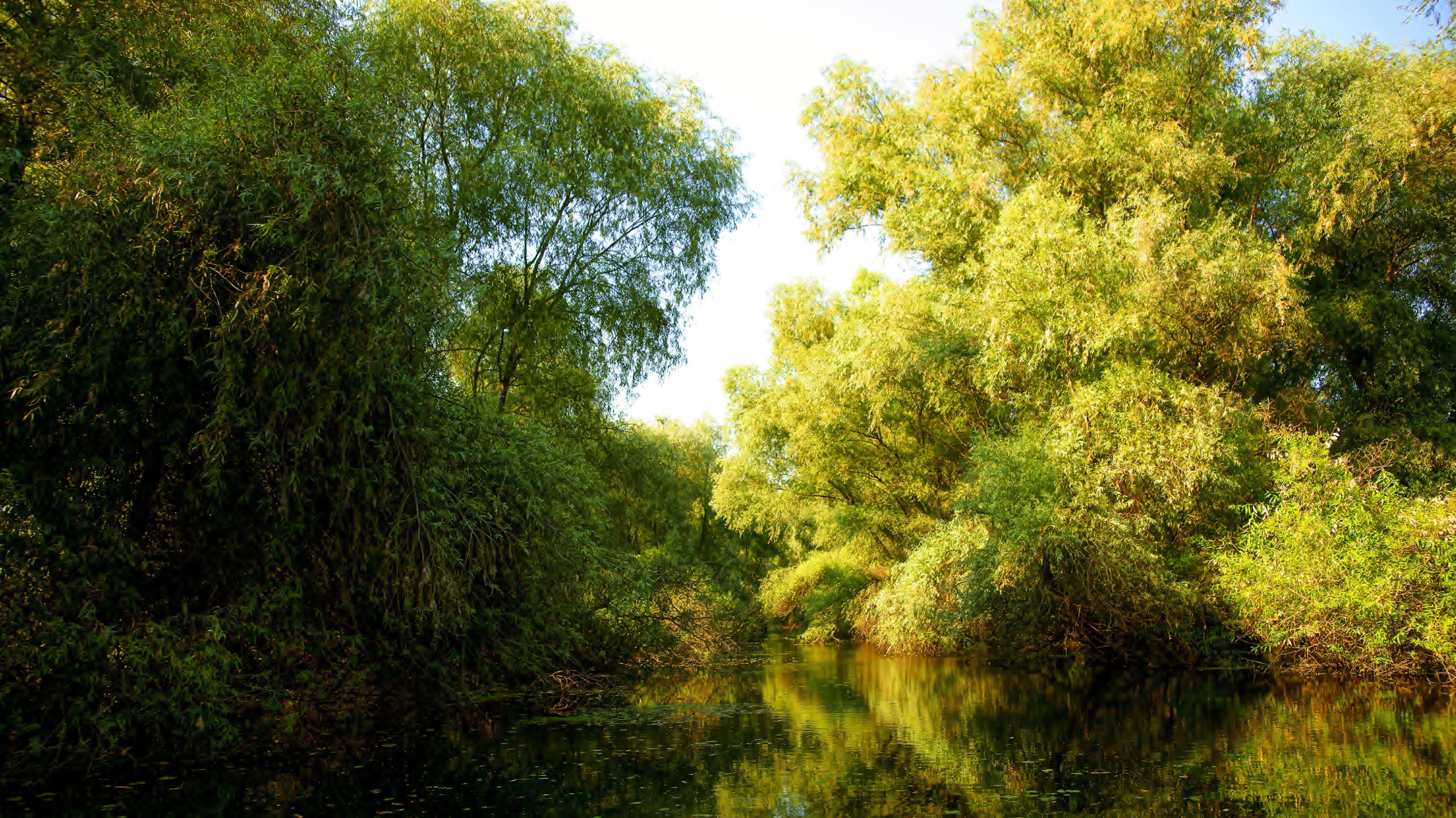
Delta del Danubio en Murighiol

### Ciudades con estatus demunicipiu
La capital: Tulcea que cuenta con una población de 91 875 (2002).

### Ciudades con estatus deoraș

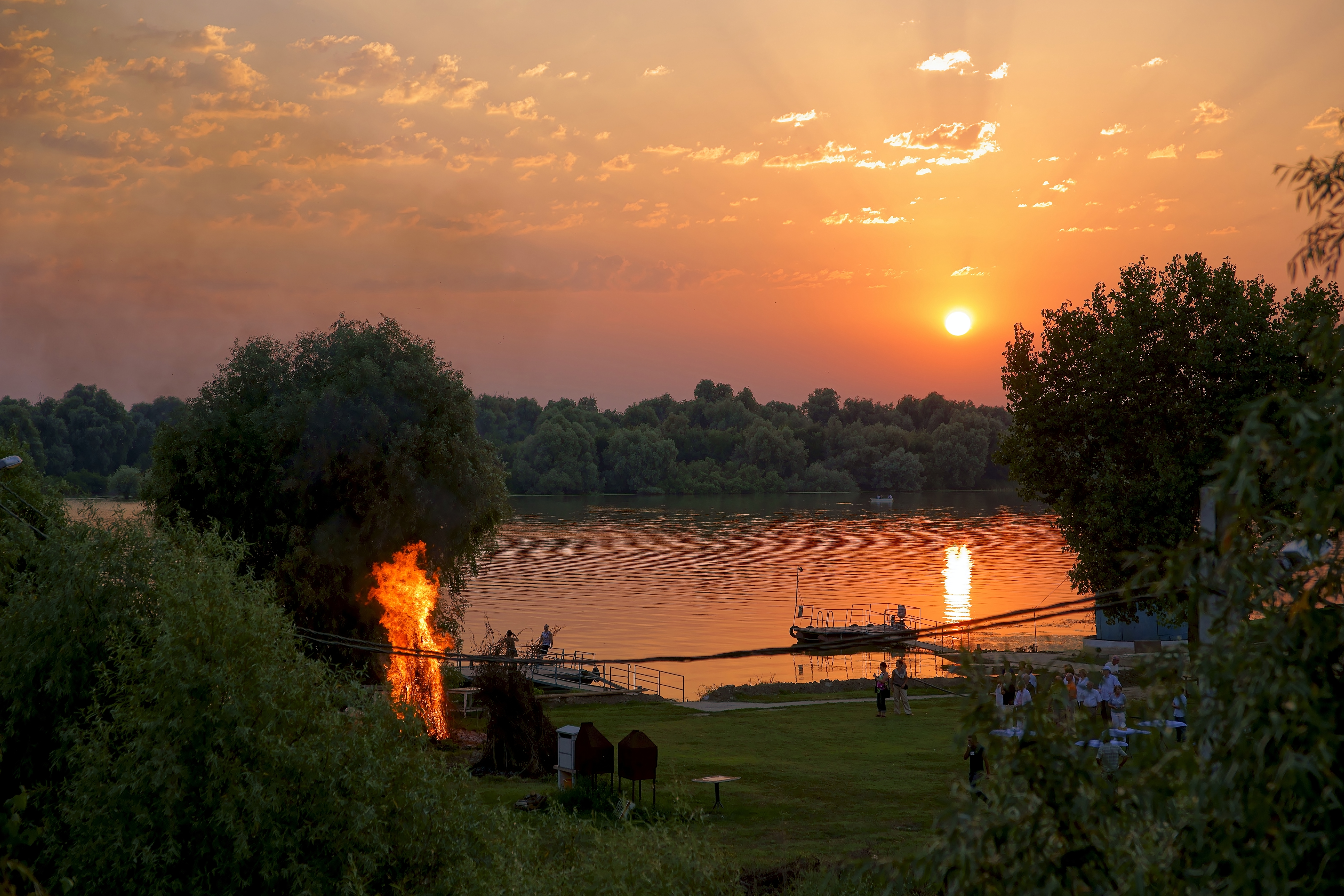
Atardecer en Uzlina

- Babadag
- Isaccea
- Măcin
- Sulina

### Comunas
- Baia
- Beidaud
- Beștepe
- C. A. Rosetti
- Carcaliu
- Casimcea
- Ceamurlia de Jos
- Ceatalchioi
- Cerna
- Chilia Veche
- Ciucurova
- Crișan
- Dăeni
- Dorobanţu
- Frecăței
- Greci
- Grindu
- Hamcearca
- Horia
- I. C. Brătianu
- Izvoarele
- Jijila
- Jurilovca
- Luncavița
- Mahmudia
- Maliuc
- Mihai Bravu
- Mihail Kogălniceanu
- Murighiol
- Nalbant
- Niculiţel
- Nufăru
- Ostrov
- Pardina
- Peceneaga
- Sarichioi
- Sfântu Gheorghe
- Slava Cercheză
- Smărdan
- Somova
- Stejaru
- Topolog
- Turcoaia
- Valea Nucarilor
- Valea Teilor
- Văcăreni